# 藤原嫄子
藤原嫄子（1016年8月24日－1039年9月19日），日本第69代後朱雀天皇的中宮，是敦康親王之女、後朱雀天皇姪女；初名嫄子女王，後為藤原賴通養女，改姓藤原。長歷元年（西元1037年）入宮，授正四位下，成為女御，居弘徽殿；三月，立為中宮。長歷三年（西元1039年）八月崩御，得年二十四歲。嫄子生前寵傾後宮，生下兩個女兒祐子內親王、禖子內親王。後世稱「弘徽殿中宮」。
關於嫄子的死因，同時期的史料《太神宮諸雜事記》記載嫄子產後沐浴，遇上大雷雨受雷殛而立刻猝死。由於嫄子僅是藤原賴通養女，而不是真正藤原氏出身，卻登上中宮之位，因而出現她的暴斃是「神罰」的傳言；公卿藤原資房所著日記《春記》也記載，翌年已故「源氏皇后」（可能指嫄子）的孩子受封准三宮，這道宣旨也被認為「尤背神意」。

## 來源
1. ↑  . （原始内容存档于2021-03-23）.
2. ↑  中村成里. . 日本文学協会. 2011: 53–54  [2021-06-15].